# Шадринский завод металлических конструкций
Шадринский завод металлоконструкций — предприятие по производству металлических конструкций для объектов энергетики промышленного и гражданского строительства. Расположено в городе Шадринск, Курганская область.
Предприятие с мощностью до 55 тыс. тн. металлоконструкций в год производит многогранные и решётчатые опоры ЛЭП, металлические каркасы и конструкции ПГС, опоры освещения, дорожно-мостовые ограждения, гнутый металлический профиль. Имеется цех горячего оцинкования, габариты ванной 13000х1600х3200 мм.

## История
В 2007 году было принято решение о строительстве в Шадринске завода металлических конструкций. В 2008 году был заложен первый камень будущего завода, а в 2011 году завод выпустил первую продукцию. С апреля 2017 г. завод вошёл в ГК «Точинвест» (также собственник компании Русская кожа) (головной офис в г. Рязань) под наименованием ООО «Точинвест-ШЗМК».

## Виды продукции предприятия
- Решётчатые опоры линий электропередач 35 кВ-750кВ;
- Многогранные опоры ЛЭП 35 — 500 кВ;
- Многогранные и круглые конические опоры освещения
- Дорожно-мостовые ограждения;
- Гнутый и сварной стальной профиль;
- Сварные металлоконструкции для ПГС, опоры трубопроводов, нестандартные металлоконструкции;
- Горячие оцинкование металлоконструкций, горячее оцинкования метизов.

## Адрес
- Россия, 641870, Курганская область, г. Шадринск, Курганский тракт 17